# ألدو بانياجوا
ألدو بانياجوا (بالإسبانية: Aldo Paniagua)‏ هو مدرب كرة قدم ولاعب كرة قدم باراغواياني في مركز الدفاع، ولد في 12 يوليو 1989 في Colonia Independencia ‏ في باراغواي. شارك مع منتخب باراغواي تحت 20 سنة لكرة القدم. أما مع النوادي، فقد لعب مع أوليمبيا أسونسيون وناسيونال أسونسيون.

## وصلات خارجية
- ألدو بانياجوا على موقع الاتحاد الدولي (مؤرشف)  (الإنجليزية)
- ألدو بانياجوا على موقع إي إس بي إن إف سي (الإنجليزية)
- ألدو بانياجوا على موقع قاعدة بيانات كرة القدم.إي يو (الإنجليزية)
- ألدو بانياجوا على موقع Soccerway.com (الإنجليزية)
- ألدو بانياجوا على موقع عالم كرة القدم.نت (الإنجليزية)